# 慕尼黑机场有限公司
慕尼黑机场有限公司（德語：Flughafen München GmbH），简称，是一家设于慕尼黑弗朗茨·约瑟夫·施特劳斯机场的管理公司。其为该机场的运营商，同时也参与经营奥格斯堡机场。公司的董事会主席是米歇尔·科克罗赫（Michael Kerkloh），商务总监为瓦尔特·费尔（Walter Vill）。公司的三个主要股东分别为拜仁州政府（51%份额）、德国联邦政府（26%份额）和慕尼黑市政府（23%份额）。